# Comté de Madera
Pour les articles homonymes, voir Madera.
Le comté de Madera (en anglais : Madera County) est un comté américain de l'État de Californie. Au recensement des États-Unis de 2020, il compte 156 255 habitants. Le siège de comté est Madera.

## Histoire
Formé en 1893 d'une scission du comté de Fresno à l'issue d'un référendum local, sa partie septentrionale couvre le sud du parc national de Yosemite. Son nom signifie « bois » en espagnol.

## Géographie

### Situation
| Comté de Mariposa | Comté de Tuolumne | Comté de Mono   |
| Comté de Merced   | comté de Madera   |                 |
|                   |                   | Comté de Fresno |

### Localités
Le comté comprend les villes de Chowchilla et Madera, ainsi que les census-designated places (CDP) suivantes : Ahwahnee, Bass Lake, Bonadelle Ranchos-Madera Ranchos, Coarsegold, Fairmead, La Vina, Madera Acres, Nipinnawasee, Oakhurst, Parksdale, Parkwood, Rolling Hills et Yosemite Lakes.

Devils Postpile National Monument.
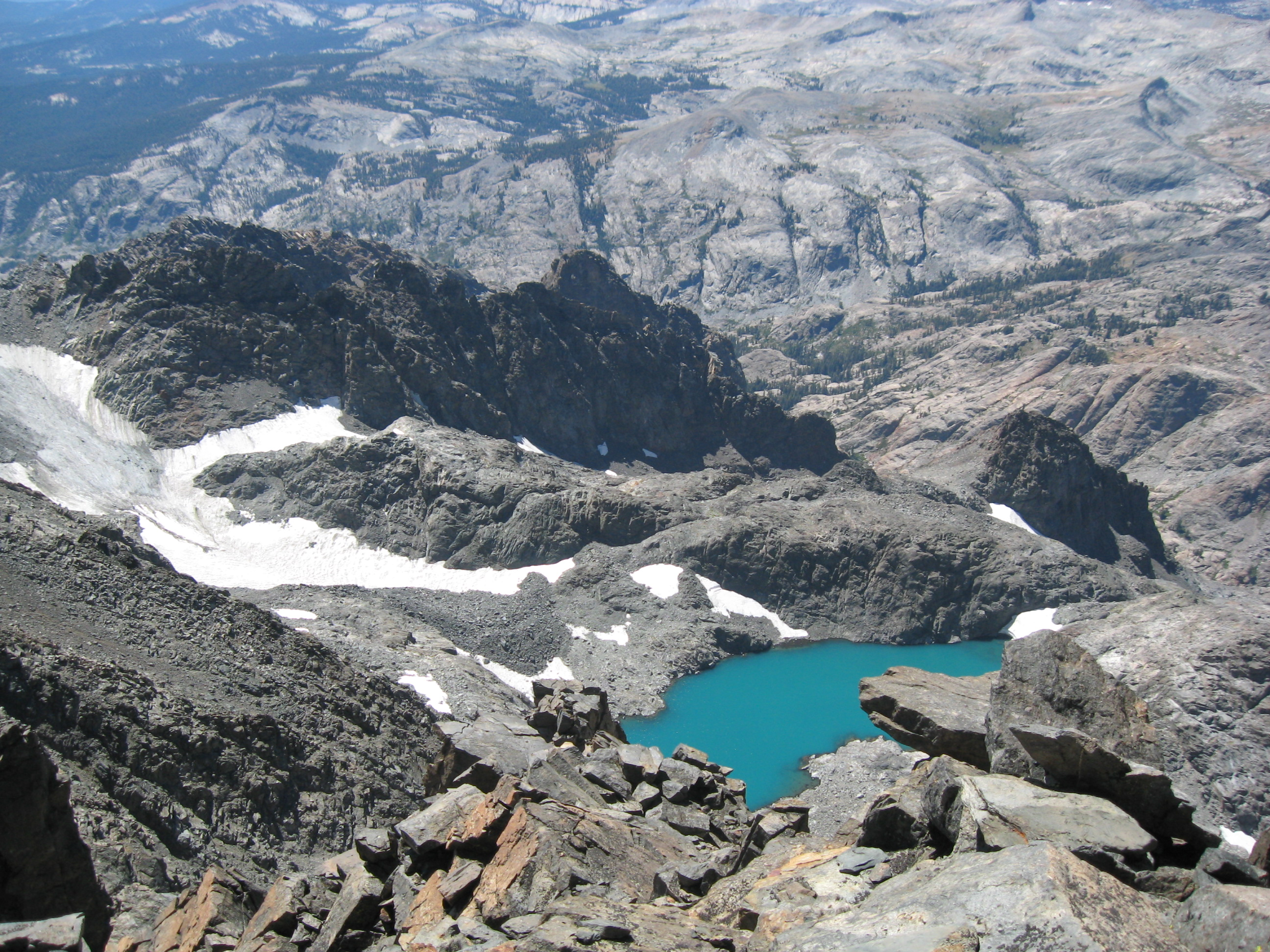
Mont Ritter.

## Démographie
| 1900  | 1910  | 1920   | 1930   | 1940   | 1950   |
| ----- | ----- | ------ | ------ | ------ | ------ |
| 6 364 | 8 368 | 12 203 | 17 164 | 23 314 | 36 964 |

| 1960   | 1970   | 1980   | 1990   | 2000    | 2010    |
| ------ | ------ | ------ | ------ | ------- | ------- |
| 40 468 | 41 519 | 63 116 | 88 090 | 123 109 | 150 865 |

| 2020    | - | - | - | - | - |
| ------- | - | - | - | - | - |
| 156 255 | - | - | - | - | - |